# Refuge faunique national Kanuti
Le Refuge faunique national Kanuti (en anglais : Kanuti National Wildlife Refuge) est une réserve faunique située en Alaska aux États-Unis. Son statut a été établi en 1980 par l'Alaska National Interest Lands Conservation Act.

## Description
D'une surface de 5 787,65 km2, il est de la taille de l'état du Delaware. Situé sur le cercle Arctique, il est le type même d'un écosystème subarctique, dominé par l'épinette, le bouleau et le peuplier. De fréquents orages, l'été, entraînent des incendies par impact de foudre, permettant la régénération des végétaux.
La nature marécageuse des sols, due au pergélisol y rendent la marche difficile voire impossible. Il n'y a d'ailleurs pas de sentier, ni de camp, ni d'autre hébergement à l'intérieur des limites du parc.

Une partie du parc est actuellement sous la responsabilité des peuples natifs d'Alaska, qui peuvent y chasser pour leur subsistance. 

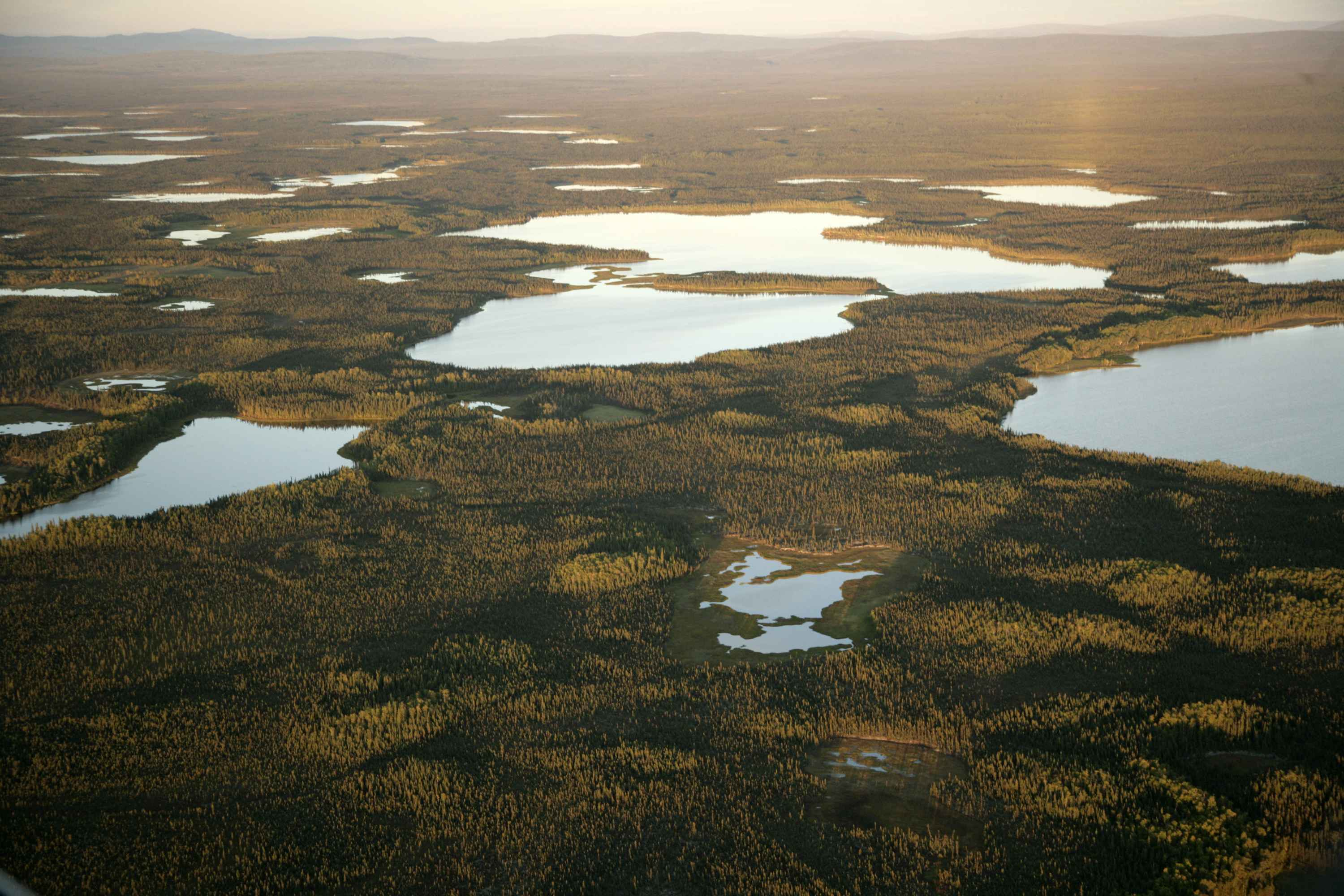
Lacs Kodosin
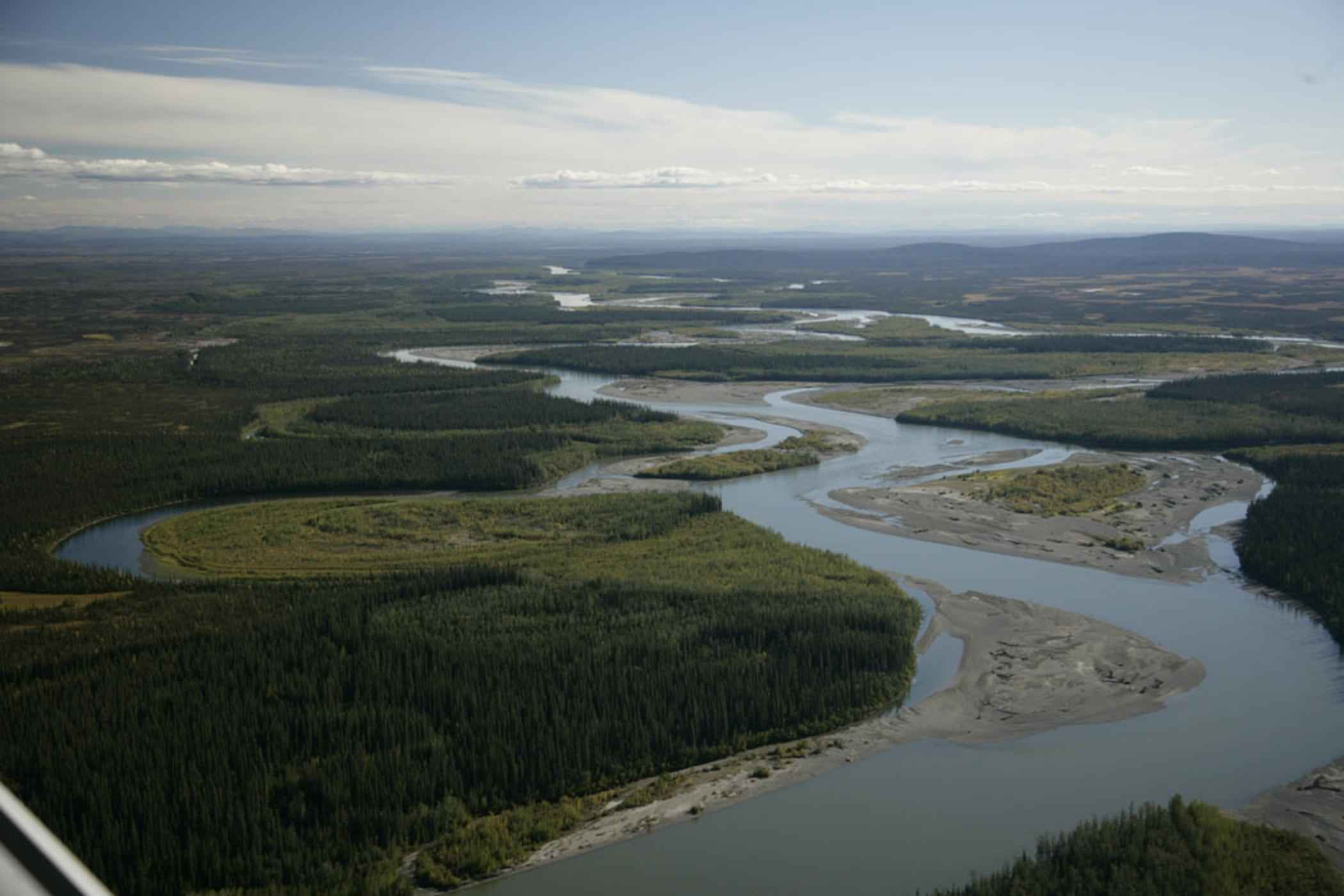
Rivière Koyukuk
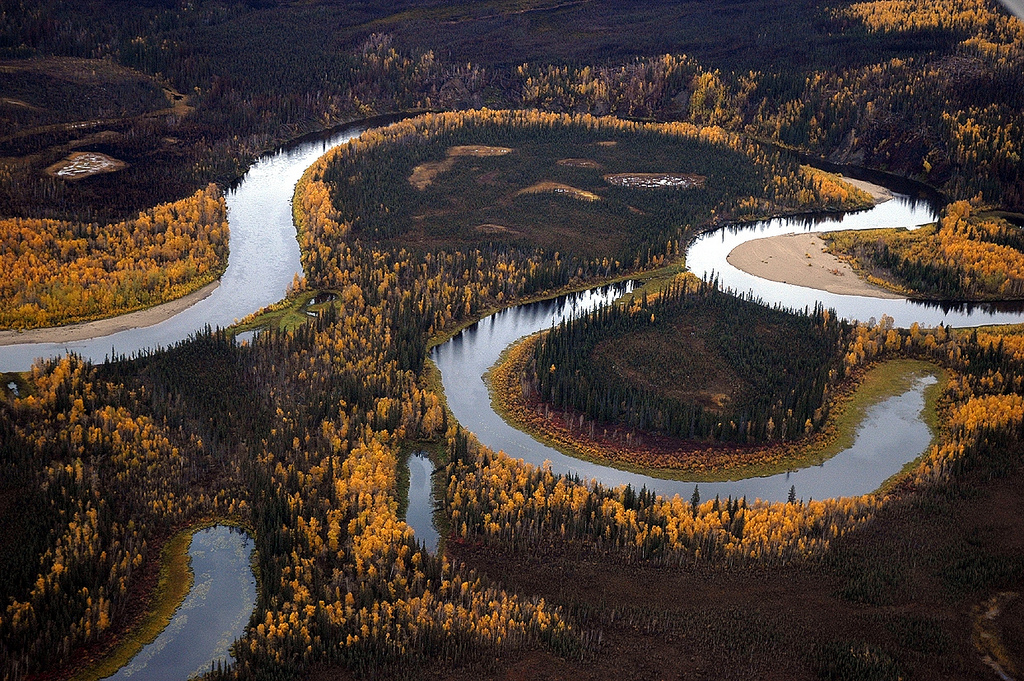
Rivière Kanuti
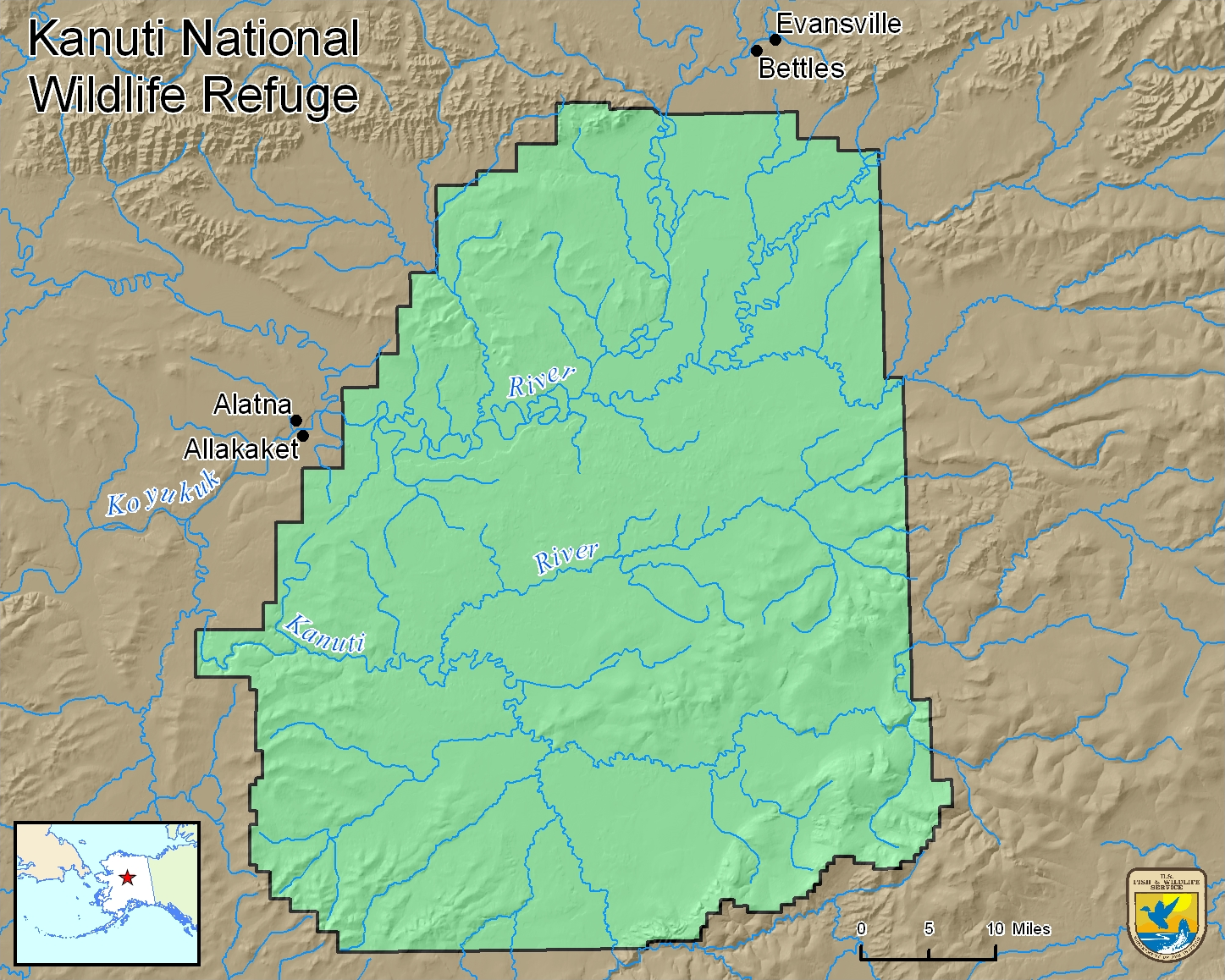
Carte du Refuge
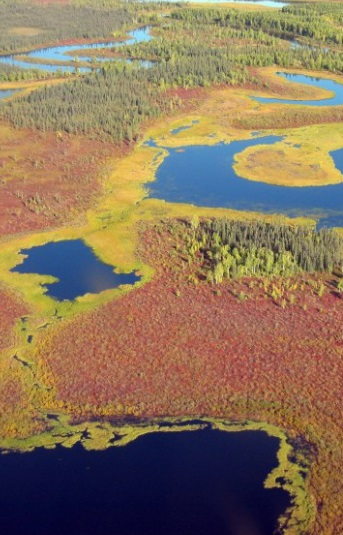
Couleurs d'automne
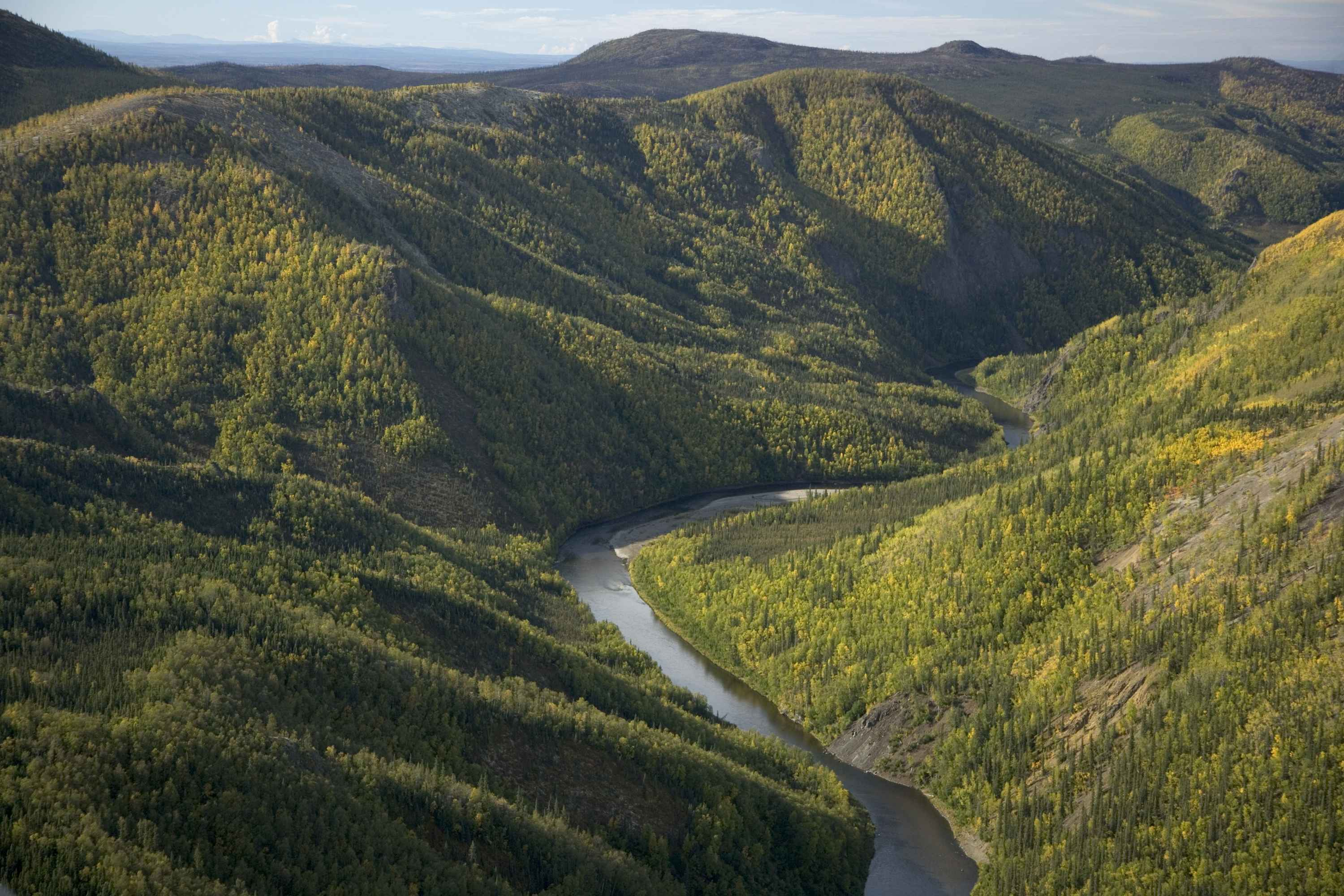
Jim River Canyon

## Faune

### Mammifères
La forêt boréale est le lieu de vie d'environ 37 espèces de mammifères dont :
- Le baribal
- Le loup
- L'orignal
- Le glouton
- Le castor
- Le rat musqué
- La martre
- Le vison.

Occasionnellement des troupeaux de caribous y passent en hiver, en provenance de l'ouest.

### Poissons
Une dizaine d'espèces de poissons y vivent ou y effectuent leur migration comme divers saumons comme le saumon chien, le saumon argenté ou le Saumon chinook, mais aussi le Stenodus.

### Oiseaux
Environ 130 espèces d'oiseaux vivent tout au long de l'année dans le parc. Avec la disparition de nombreuses zones humides à l'extérieur de l'Alaska, le refuge Kanuti héberge de plus en plus d'oiseaux qui y trouvent les conditions optimales pour la nidification.

## Exemples de la faune et de la flore du refuge

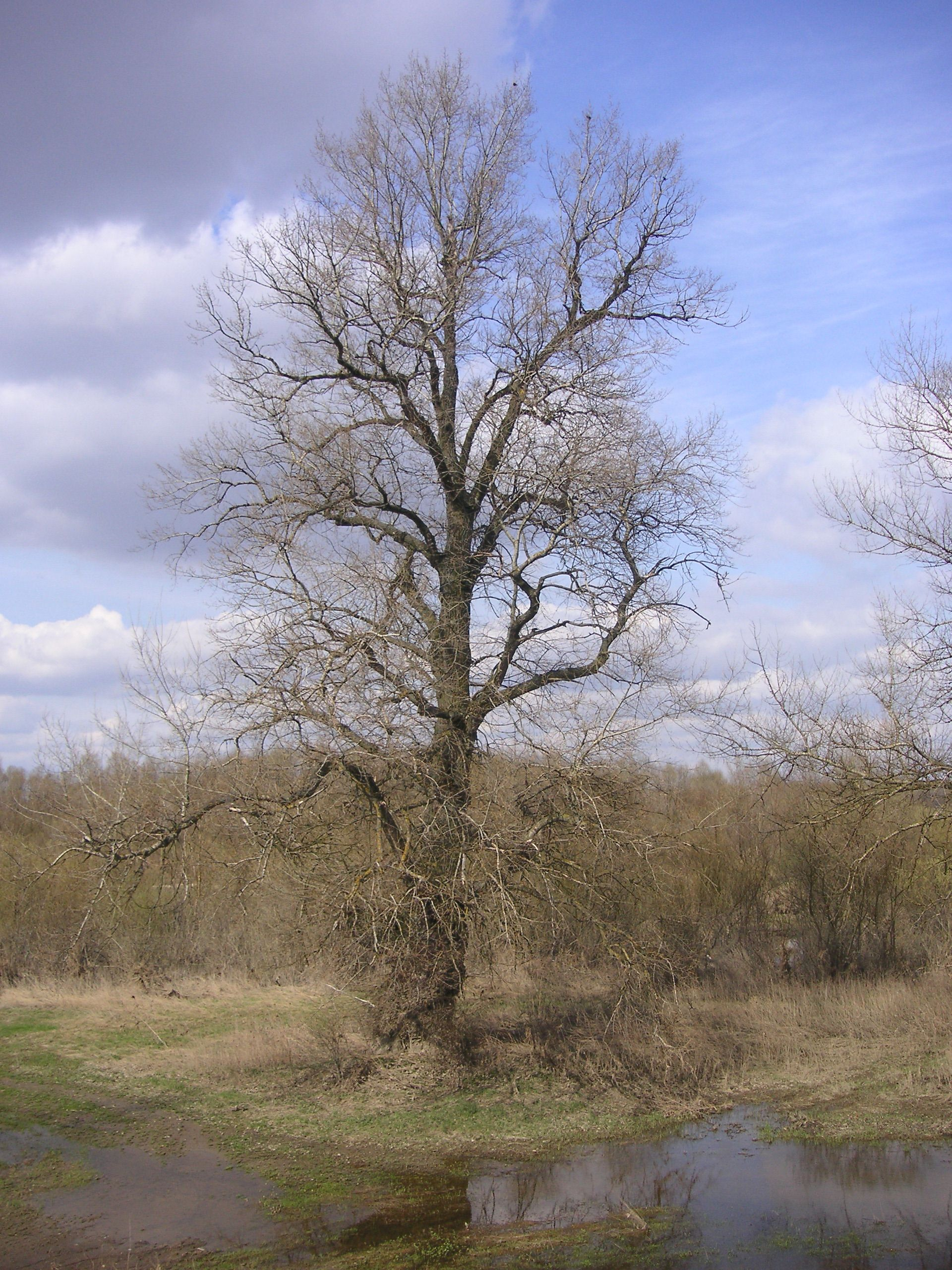
Peuplier
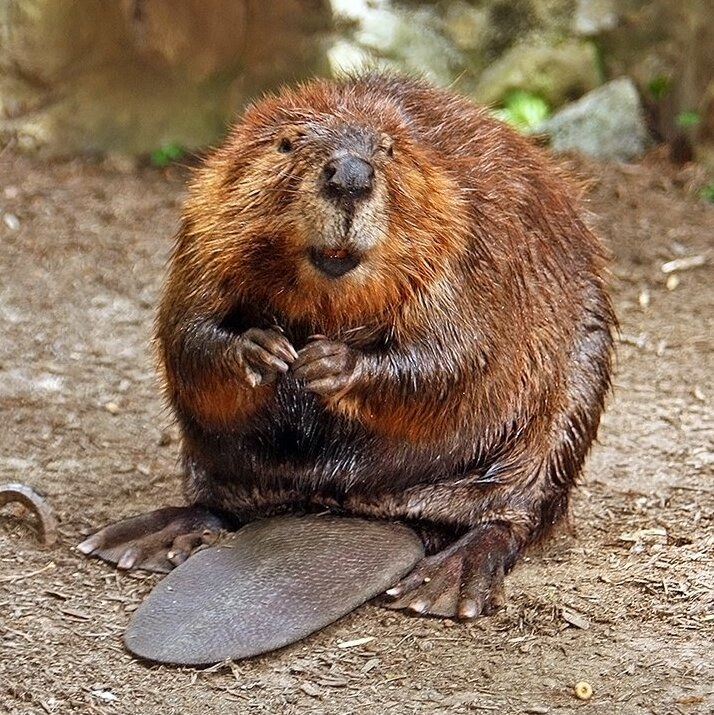
Castor
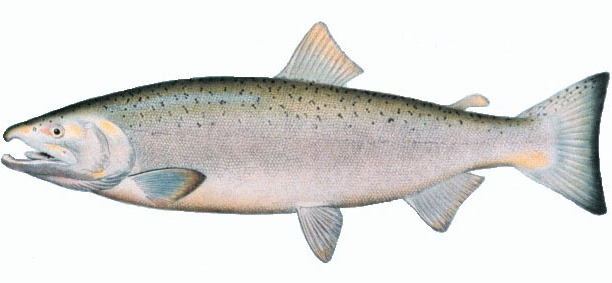
Saumon argenté